# Alte Posthalterei (Eisenach)

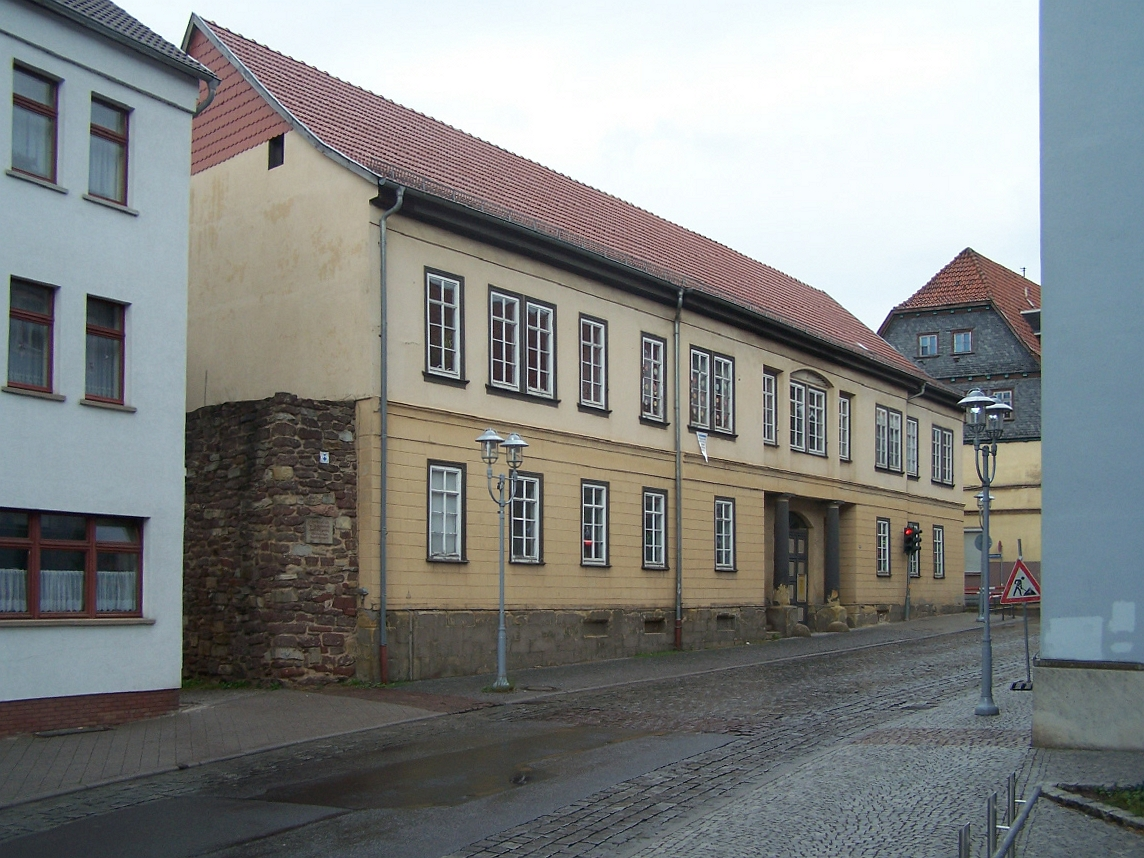
Die Alte Posthalterei, davor der frühere Standort des Georgentores

Die Alte Posthalterei ist ein denkmalgeschütztes Gebäude in Eisenach in Thüringen. Sie gilt als eines der wenigen erhaltenen rein klassizistischen Bauwerke in Eisenach.

## Lage
Die Alte Posthalterei befindet sich auf dem Grundstück Georgenstraße 52 im Stadtzentrum von Eisenach, gegenüber dem als Stadtbibliothek genutzten Hellgrevenhof und in Nachbarschaft des Baudenkmals "Sonne". In unmittelbarer Nähe befinden sich Reste der Eisenacher Stadtmauer mit dem früheren Standort des Georgentores, welches als westliches Stadttor die Altstadt Eisenachs nach Westen begrenzte.

## Gebäude
Das Gebäude wurde 1819 im Stil des Klassizismus errichtet. Der Mittelteil der Fassade wird vom Haupteingang geprägt, der von dorischen Säulen umrahmt ist. Im Inneren finden sich Stuckdecken sowie ein Treppengeländer aus schmalen Holzstäben, die von Palmetten bekrönt werden.

## Geschichte

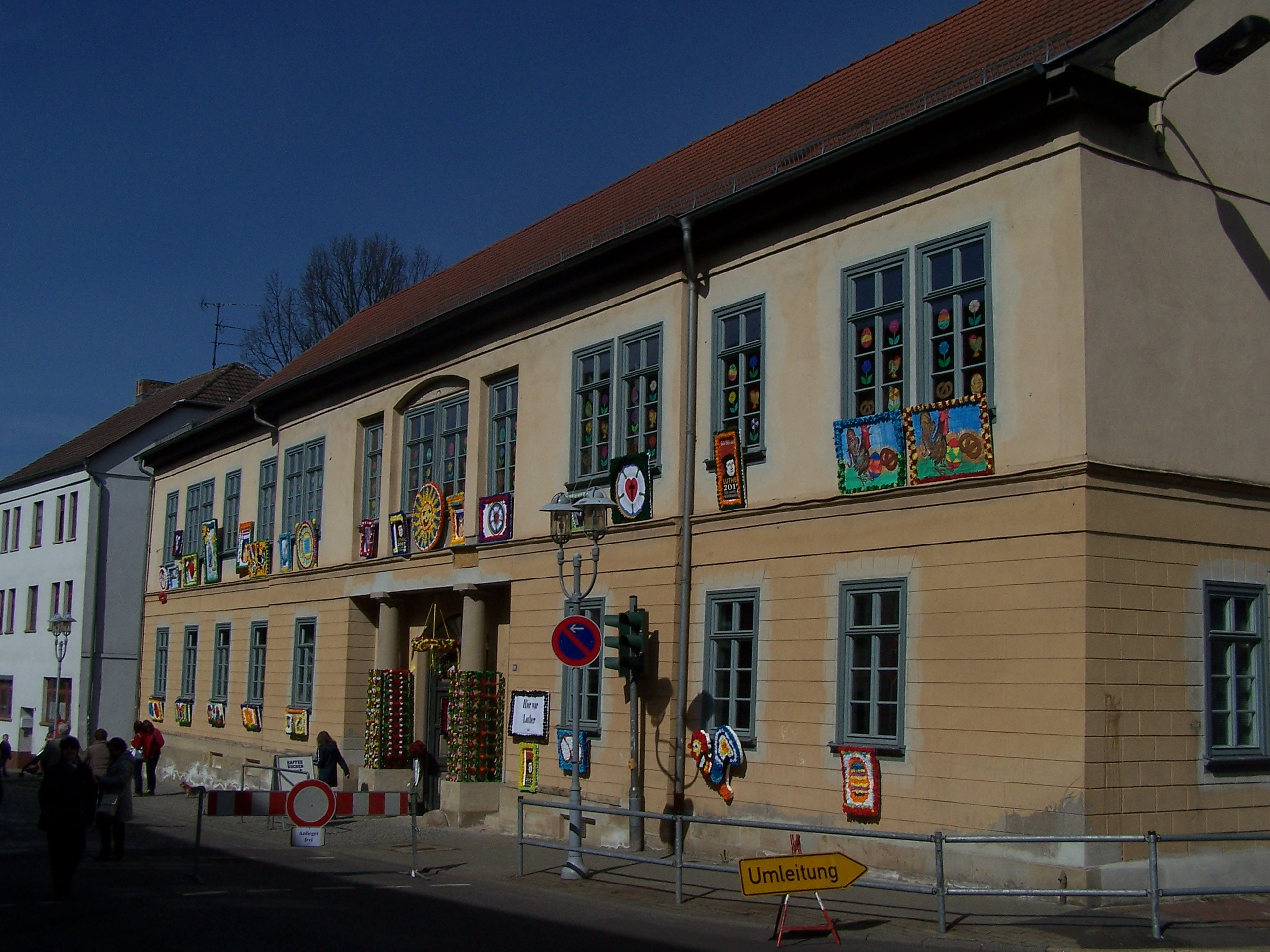
Die Alte Posthalterei mit Häuserschmuck anlässlich des traditionellen Sommergewinns (2017)

1819 ließen die Posthaltermeister Jungherr und Pfennig das Haus unmittelbar neben dem Georgentor auf dem Platz des früheren Hessenhofes errichten. Der „Hessenhof“ hatte zunächst dem Kloster Hersfeld, dann den hessischen Landgrafen gehört. 1908 ging das Gebäude in das Eigentum der Stadt Eisenach über, welche eine Realschule darin unterbrachte. Der östliche Flügel des Gebäudes wurde zu dieser Zeit verkürzt, um mehr Verkehrsraum zur Hospitalstraße hin zu gewinnen. Seit Mitte 1920er Jahre war in dem Gebäude die städtische Mädchenberufsschule beheimatet.
Nach dem Zweiten Weltkrieg wurden Teile der städtischen Berufsschule in der Alten Posthalterei untergebracht, ab 1951 beherbergte es bis 1981 eine Hilfsschule. Von 1981 an wurde das Bauwerk unter anderem als Büroräumlichkeit für Behörden, Parteien und Organisationen sowie die Eisenacher Zeichenschule genutzt. Im November 1995 wurde in dem Gebäude das städtische Kinder- und Jugendzentrum „Alte Posthalterei“ eröffnet.
Im Herbst 2014 wurden die Fenster des Gebäudes denkmalgerecht erneuert, 2015 erfolgte eine Sanierung der Natursteinsockel und -säulen sowie eine Ausbesserung der Fassade.